# Ninh Lai
Sơn Thủy được hợp nhất bởi 3 xã Ninh Lai, Sơn Nam, Thiện Kế  thuộc huyện Sơn Dương, tỉnh Tuyên Quang, Việt Nam.

## Diện tích, dân số
Xã có diện tích 24,78 km², dân số năm 1999 là 6587 người, mật độ dân số đạt 266 người/km².

## Vị trí địa lý
- Phía Đông tiếp giáp tỉnh Thái Nguyên.
- Phía nam tiếp giáp tỉnh Vĩnh Phúc.
- Địa danh nổi bật:

- Dãy núi Tam Đảo: Địa phận xã Ninh Lai bao gồm một phần dãy núi Tam Đảo. Theo sách An Nam chí lược chép vào thế kỷ 14: núi Tam Đảo thuộc phủ Tuyên Quang, ở địa phận huyện Tam Dương, có ba ngọn núi sừng sững nổi lên cao chót vót tận trời cùng với núi Tản Viên, hai ngọn đứng sững đối nhau, là danh sơn của nước Việt.

- Hồ Lóng Chấy: Hồ chứa nước xã Ninh Lai, một chiếc hồ rất trong xanh và đẹp.